# Chionaema palawanensis
Chionaema palawanensis là một loài bướm đêm thuộc phân họ Arctiinae, họ Erebidae.